# Palmas de Monte Alto
Palmas de Monte Alto è un comune del Brasile nello Stato di Bahia, parte della mesoregione del Centro-Sul Baiano e della microregione di Guanambi.